# Moravskoslezská fotbalová liga 2020/2021
Moravskoslezská fotbalová liga 2020/21 byla 30. ročníkem Moravskoslezské fotbalové ligy, která je jednou ze skupin 3. nejvyšší soutěže ve fotbale v Česku. Tento ročník začal v pátek 7. srpna 2020 úvodním zápasem 1. kola a skončil z rozhodnutí VV FAČR dne 4. května 2021.

## Formát soutěže
V sezóně se mělo utkat 18 týmů každý s každým dvoukolovým systémem podzim–jaro, soutěžní ročník byl předčasně ukončen. Vítěz si vybojoval právo startu ve vyšší soutěži, tedy ve Fortuna Národní lize (FNL). 

## Změny týmů oproti ročníku 2019/20
- Z FNL 2019/20 sestoupil poslední MFK Vítkovice, ale kvůli finančním problémům o MSFL zájem neprojevily a přihlásily se do Divize F.
- Do FNL postoupilo vítězné mužstvo MSFL 2019/20 FK Blansko.
- V sezoně 2019/20 se z MSFL nesestupovalo.
- Z divizí postoupil jen celek FC Vysočina Jihlava „B“, tedy vítěz zkráceného ročníku Divize D.

## Průběžná tabulka
Konečná tabulka při ukončení soutěže dne 4. května 2021.
| Poř. | Tým                        | Z  | V | R | P  | VG | OG | B  |
| ---- | -------------------------- | -- | - | - | -- | -- | -- | -- |
| 1.   | 1. FC Slovácko „B“         | 11 | 6 | 5 | 0  | 23 | 6  | 23 |
| 2.   | FC Odra Petřkovice         | 11 | 7 | 1 | 3  | 18 | 15 | 22 |
| 3.   | MFK Vyškov                 | 10 | 6 | 3 | 1  | 21 | 11 | 21 |
| 4.   | SK Hanácká Slavia Kroměříž | 11 | 5 | 5 | 1  | 16 | 13 | 20 |
| 5.   | SK Uničov                  | 11 | 6 | 1 | 4  | 39 | 17 | 19 |
| 6.   | MFK Frýdek-Místek          | 11 | 6 | 1 | 4  | 24 | 19 | 19 |
| 7.   | FC Hlučín                  | 11 | 5 | 3 | 3  | 14 | 11 | 18 |
| 8.   | FC Viktoria Otrokovice     | 11 | 6 | 0 | 5  | 23 | 23 | 18 |
| 9.   | FC Baník Ostrava „B“       | 11 | 4 | 4 | 3  | 17 | 16 | 16 |
| 10.  | FC Slovan Rosice           | 11 | 4 | 3 | 4  | 14 | 13 | 15 |
| 11.  | ČSK Uherský Brod           | 11 | 3 | 6 | 2  | 15 | 17 | 15 |
| 12.  | FC Velké Meziříčí          | 11 | 4 | 1 | 6  | 16 | 23 | 13 |
| 13.  | SFK Vrchovina              | 11 | 3 | 3 | 5  | 17 | 25 | 12 |
| 14.  | SK Sigma Olomouc „B“       | 10 | 2 | 4 | 4  | 14 | 16 | 10 |
| 15.  | FC Fastav Zlín „B“         | 10 | 2 | 4 | 4  | 14 | 19 | 10 |
| 16.  | 1. SC Znojmo               | 11 | 3 | 1 | 7  | 16 | 24 | 10 |
| 17.  | FC Dolní Benešov           | 11 | 2 | 1 | 8  | 11 | 25 | 7  |
| 18.  | FC Vysočina Jihlava „B“    | 11 | 1 | 0 | 10 | 11 | 30 | 0  |

- Klubu MFK Vyškov byl nabídnut postup tzv. doplněním, protože měl nejvyšší průměr bodů na zápas (2,1); klub nabídku přijal.

|  | Postup do FNL 2021/22      |
|  | Sestup do Divize D 2021/22 |
|  | Sestup do Divize E 2021/22 |
|  | Sestup do Divize F 2021/22 |